# Barysjnja i chuligan
Barysjnja i chuligan (ryska: Барышня и хулиган, fritt översatt: Unga fröken och huliganen) är en sovjetrysk stumfilm från 1918, regisserad av Jevgenij Slavinskij och Vladimir Majakovskij. Manus baserades på La maestrina degli operai (1895) av den italienske författaren Edmondo de Amicis. Filmen är den enda med Majakovskij som finns bevarad.

## Rollista
- Vladimir Majakovskij – huliganen
- Aleksandra Rebikova -–lärarinnan
- Fjodor Dunajev – rektorn [4]
- Jan Niwiński – mobbbande elev [5]